# Les Chevaliers d'Arthur : Chapitre 1 - Origines d'Excalibur
Les Chevaliers d'Arthur, sous-titré Chapitre 1 : Origines d'Excalibur, est un jeu vidéo d'aventure pour PC développé et édité par le studio français Cryo Interactive en 2000. Il s'inspire de la légende arthurienne. C'est le premier jeu de la série Les Chevaliers d'Arthur, qui compte un second volet titré Les Chevaliers d'Arthur : Chapitre 2 - Le Secret de Merlin.

## Synopsis
Le jeu se déroule en Angleterre au VIIe siècle. À la mort du roi son père, le chevalier Bradwen est exilé par son demi-frère qui usurpe le trône. Il doit alors partir à l'aventure et trouver un moyen de reprendre possession de son domaine et de ses biens, afin de rejoindre les chevaliers de la Table ronde. Deux voies s'offrent à lui : les croyances païennes du monde celtique, où il est guidé par l'enchanteur Merlin et rencontre des créatures féeriques ; ou bien la foi chrétienne, où il a pour guides Lancelot et des chevaliers chrétiens.

## Principe du jeu
Les Chevaliers d'Arthur est un jeu d'aventure à la troisième personne (la caméra est placée derrière ou autour du personnage) dans un environnement en images de synthèse et en 3D réelle. Le joueur contrôle son personnage à l'aide de la souris et du clavier ; le clavier pour les déplacements et certaines actions sur l'environnement du jeu et la souris pour la navigation dans l'interface et les interactions avec les personnages. L'interface est située en bas de l'écran et peut être masquée ou affichée à volonté. Au début du jeu, le joueur choisit entre deux aventures possibles, celle qui se déroule dans le monde chrétien et celle qui explore le monde celtique ; les deux aventures sont différentes et complètement indépendantes. Bradwen peut accéder en permanence à son journal de voyage, où ses aventures sont consignées au fil de la progression de sa quête. En dehors du jeu proprement dit, le programme contient une encyclopédie historique sur le Moyen Âge et la légende arthurienne.